# Lockheed XV-4 Hummingbird
Le Lockheed XV-4 Hummingbird (initialement appelé VZ-10) est un projet de l'US Army qui avait pour but de montrer qu'il était possible de concevoir un appareil de surveillance à décollage vertical. Il a été conçu par Lockheed dans les années 1960. Les deux prototypes ont été détruits à la suite d'accidents.